# Звери јужних дивљина
Звери јужних дивљина (енгл. Beasts of the Southern Wild) амерички је филм из 2012. режисера Бена Зејтлина, заснован на краткој причи „Juicy and Delicious“ ауторке Луси Албар, која је заједно са Зејтлином написала сценарио за филм. Главне улоге тумаче Квавенжане Волис и Двајт Хенри.
Радња се одвија на југу Луизијане, где шестогодишња Хашпапи живи са оцем Винком у малој заједници која је насипом одвојена од остатка света.
Филм је наишао на одличан пријем код критичара, а такође је остварио добру зараду на биоскопским благајнама, пошто је успехом на филмским фестивалима и номинацијама за бројне награде привукао пажњу публике. Био је номинован за 4 Оскара - за најбољи филм, режисера, адаптирани сценарио и глумицу у главној улози. Са девет година, Квавенжане Волис је постала најмлађа особа која је икада номинована за Оскара у својој категорији.